# 王傑 (台湾鎮総兵)
王 傑（おう けつ）は、清朝の武官官員。本籍は直隷。1705年に台湾への赴任を命じられ、李友臣の後任として台湾鎮総兵として着任。清朝統治時代の台湾においてこの官職は、台湾地区を管理する台湾道の最高指揮官であった。在任中に死亡。
| 軍職        | 軍職                  | 軍職      |
| ----------- | --------------------- | --------- |
| 先代 李友臣 | 台湾鎮総兵 1705年着任 | 次代 王元 |